# Texasspecht
Der Texasspecht (Dryobates scalaris, Syn.: Picoides scalaris) ist ein kleiner, im südwestlichen Nordamerika beheimateter Buntspecht aus der Unterfamilie der Echten Spechte. (Picinae). Er ist sehr nahe mit dem Nuttallspecht verwandt, mit dem er in einigen Regionen sympatrisch vorkommt und dort auch gelegentlich hybridisiert. Auch der heimische Kleinspecht (Dendrocopos minor) ist ein enger Verwandter dieses nearktischen Spechtes. Von insgesamt 14 beschriebenen Unterarten gelten 8 zurzeit als allgemein anerkannt. Wegen seines Vorkommens in ariden Gebieten wird dieser Specht auch häufig Kaktusspecht genannt.

## Aussehen

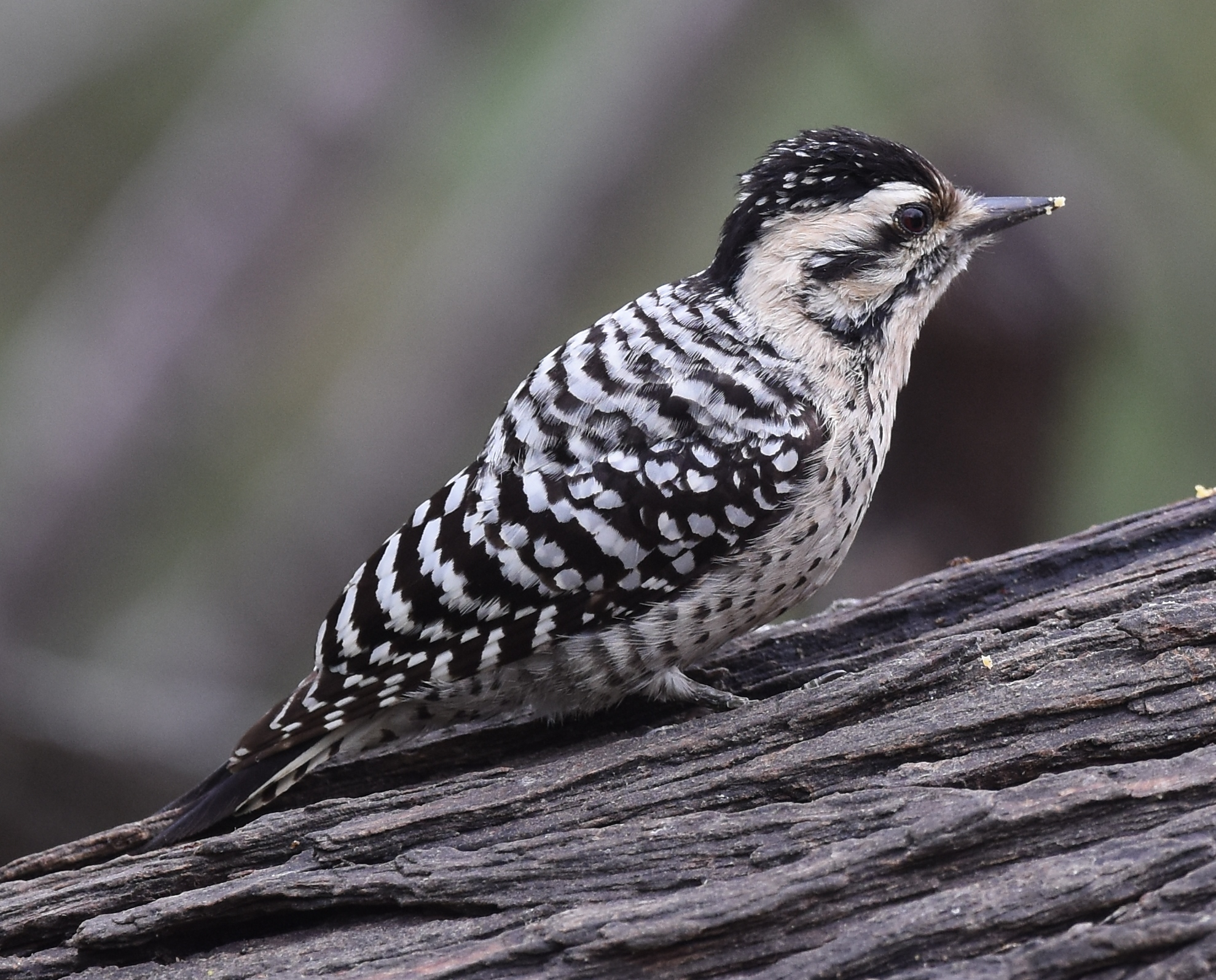
Weiblicher Texasspecht

Der Texasspecht ist dem Nuttallspecht äußerst ähnlich; die nördlichen Unterarten gleichen ihm auch in der Größe sind aber um rund 25 Prozent leichter als dieser. Nördliche und nordöstliche Texasspechte weisen eine Körperlänge von durchschnittlich 17–18 Zentimetern auf, Vertreter südlicherer Populationen sind etwas kleiner und dunkler. Die in Belize brütende Unterart Picoides scalaris leucoptilurus ist mit maximal 15 Zentimetern Gesamtlänge am kleinsten.
Der Texasspecht ist ein typischer Buntspecht mit schwarz-weiß kontrastierender Gefiederfärbung. Die Männchen tragen eine rote Scheitel- und Hinterhauptskappe. Das Rückengefieder beider Geschlechter ist auf schwarzem Grund deutlich leiterförmig weiß gebändert, die Unterseite ist bis auf die meist hell cremegelben, deutlich schwarz getropften Flankenbereiche fast rein weiß. Der Oberschwanz ist schwarz, die äußeren Steuerfedern weisen eine breite weiße Bänderung auf, die Unterseite aller Steuerfedern ist breit weiß gebändert. Schnabel und Iris sind dunkel, Füße und Zehen schiefergrau. Eine breite schwarze Maske bedeckt den mittleren Wangenbereich; der darunterliegende schwarze Bartstreif ist von ihr durch ein weißes Feld deutlich abgesetzt. Gesichtsmaske und Bartstrief sind bei den nördlich verbreiteten Unterarten verbunden, bei den im Süden des Verbreitungsgebietes lebenden nur angedeutet oder gar nicht. Beide haben keine Verbindung zum schwarzen Nackengefieder.
Die Gefiederfärbung der Weibchen ist etwas weniger kontrastreich, die Cremetönung des Flankengefieders ist ausgedehnter und deutlicher. Auffälligstes Geschlechtsbestimmungsmerkmal ist jedoch die gänzlich schwarze Färbung des Scheitel- und Nackengefieders der Weibchen.
Das Gefieder juveniler Texasspechte ähnelt stark dem Weibchengefieder, allerdings tragen beide Geschlechter rote Scheitelabzeichen, die bei weiblichen Jungvögeln aber oft nur aus einigen wenigen roten Federn bestehen. Die Geschlechtsbestimmung juveniler Texasspechte ist feldornithologisch problematisch.

### Verwechslungsmöglichkeiten
Der Texasspecht ist sehr leicht mit dem Nuttalspecht zu verwechseln. Insgesamt ist der Nuttallspecht dunkler und wuchtiger, die Leiterzeichnung am Rücken ist verwaschener, die Weißsegmente sind meist schmäler und mit Grau durchsetzt. Im Gesichtsfeld überwiegt beim Texasspecht Weiß, beim Nuttallspecht jedoch Schwarz, der Bartstreif hat beim Texasspecht keine Verbindung zum dunklen Nackengefieder. Der in manchen Regionen ebenfalls sympatrisch vorkommende kleine Dunenspecht unterscheidet sich deutlich durch die ungestreift schwarze äußere Rücken- und Schulterpartie, sowie durch die zeichnungslose, fast reinweiße Unterseite. Das rote Kopfabzeichen ist beim männlichen Dunenspecht auf eine kleine Hinterhauptskappe reduziert.

### Wanderungen
Der Texasspecht ist weitgehend ortstreu; Jungvögel scheinen sich in großer Nähe zum Geburtsort wieder anzusiedeln, doch fehlen genauere Untersuchungen zur Jugenddismigration. Brutvögel sehr hoch gelegener Gebiete wandern im Winter kleinräumig vertikal.

### Lebenserwartung
Es liegen nur sehr wenige Wiederfunde beringter Texasspechte vor. Der älteste bisher wiedergefundene Vogel war 4 Jahre und sechs Monate alt.

## Systematik
Der Texasspecht gehört zu einer kleinen Gruppe kleiner nearktischer Spechte, von denen wahrscheinlich auch der paläarktische Kleinspecht (Dendrocopos minor) abstammt. Hybridisation ist mit dem Dunenspecht und mit dem Nuttallspecht belegt. Meist wird der Texasspecht der Gattung Picoides zugeordnet, früher war er in der Gattung Dryobates eingereiht, ein Gattungsname, der auch heute wieder diskutiert wird und gelegentlich für den Kleinspecht (Dryobates minor) Anwendung findet. Aktuell (2016) wird der Texasspecht gemeinsam mit fünf anderen kleinen Buntspechten in die Gattung Dryobates gestellt.
Vom Texasspecht wurden bis zu 14 Unterarten beschrieben. Zumindest 8 finden gegenwärtig allgemeine Anerkennung. Die größte Aufsplitterung in verschiedene Subspezies besteht in den südlicheren Brutgebieten Mexikos und in den mittelamerikanischen Staaten. In den USA ist die Unterart D. s. cactophilus verbreitet; sie ist außer durch ihre Größe vor allem durch die breiten, weißen Leitersprossenabzeichen im Rückengefieder auffällig, die der Art auch den englischen Namen Ladder-backed Woodpecker gaben.
Die folgende Darstellung folgt Hans Winkler et al.
- Dryobates scalaris cactophilus Oberholser, 1911: Größter Teil des Verbreitungsgebietes; südliche USA bis Südmexiko. - oben beschrieben.
- D. s. eremicus Oberholser, 1911: Nördliches Niederkalifornien. Größer als cactophilus; längerer Schnabel und längerer Schwanz. Wirkt insgesamt dunkler durch breitere dunkle Bänderungen.
- D. s. lucasanus (Xantus, 1860): Südliches Niederkalifornien. Kleiner und heller als eremicus.
- D. s. graysoni (Baird, SF, 1874): Tres Marias Inseln; sehr ähnlich lucasanus, doch geringfügig kleiner. Unterseite leicht lederbräunlich, Brust nur geringfügig dunkel gestrichelt.
- D. s. sinaloensis Ridgway, 1887: Südliches Sonora bis Guerrero, südwestliches Puebla und zentrales Oaxaca. Ähnlich, aber kleiner als cactophilus; Bartstreif mehrfach unterbrochen. Unterseite eher gestrichelt als getupft.
- D. s. scalaris (Wagler, 1829): Chiapas und Veracruz. Ähnlich cactophilus. Die Stirn ist gelbbräunlich, die Brust eng gestrichelt.
- D. s. parvus (Cabot, 1845): Yucatán. Kleiner als die Nominatform. Schwarze Stirn, Bartstreif kaum unterbrochen. Breite schwarze Bänderung am Rücken, Flanken ebenfalls deutlich gebändert.
- D. s. leucoptilurus Oberholser, 1911: Belize, Guatemala bis nordöstliches Nicaragua. Die kleinste Unterart. Relativ dunkel auf der Oberseite und sehr hell, fast weiß auf der Unterseite. Fast ungezeichnete Flanken.

## Verbreitung und Lebensraum

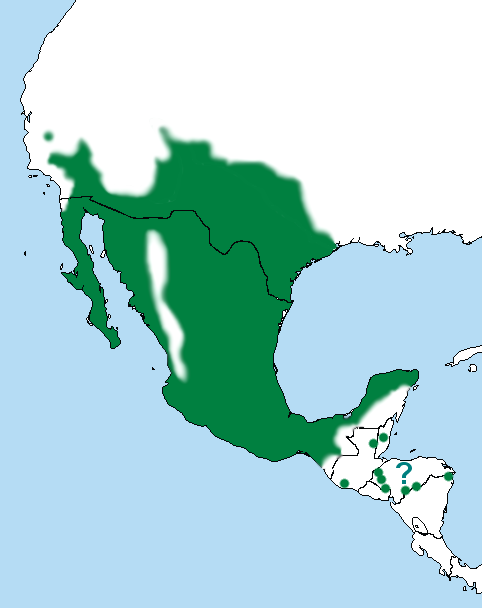
Texasspecht - Verbreitung

Der Texasspecht ist in ariden und semiariden Gebieten der südwestlichen USA, in fast ganz Mexiko inklusive fast der ganzen Baja California, sowie punktuell in einigen anderen mittelamerikanischen Staaten, insbesondere in Guatemala und Honduras als Brutvogel vertreten.
Er besiedelt in seinen US-amerikanischen Verbreitungsgebieten vor allem mit Josua-Bäumen, verschiedenen Opuntien und Mesquite Sträuchern bewachsene Halbwüsten, in höher gelegenen Gebieten und dort, wo kein Konkurrenzdruck durch andere Baumspechte besteht, kommt er auch in Kiefern-Eichen Mischwäldern vor; regional brütet die Art auch in Wacholder- und Akazienbeständen. Flussbegleitende Gehölze werden meist nur dann besiedelt, wenn der Nuttallspecht nicht vorkommt; gelegentlich kommt es aber in solchen Habitaten, sowie in höher gelegenen Eichen-Kiefernwäldern zur Sympatrie dieser beiden Spechte.
Eine deutliche Bevorzugung einer gewissen Höhenstufe wurde bislang nicht festgestellt. Brutreviere der Texasspechte liegen sowohl auf Meeresniveau als auch in Höhenlagen über 2000 Metern. Die höchstgelegenen Brutvorkommen dürften sich im Hochland von Mexiko auf über 2600 Metern Höhe befinden.

## Nahrung und Nahrungserwerb
Texasspechte ernähren sich hauptsächlich insektivor von Käfern und deren holzbewohnenden Larven, Ameisen, Raupen, Fliegen und Läusen. Vegetarische Nahrung in Form von Beeren, Obst, Koniferensamen oder Nüssen wird bei entsprechendem Angebot aufgenommen, spielt aber insgesamt nur eine untergeordnete Rolle.
Texasspechte finden ihre Beutetiere durch emsiges, gewandtes Absuchen der Stamm- und Astoberflächen, durch Bohren und Stochern, seltener durch Aufhämmern oberflächlich liegender Larvengänge. Zwischen den Geschlechtern wurden signifikante Unterschiede in der Bevorzugung verschiedener Nahrungspflanzen festgestellt: Männchen suchen zwischen Oktober und Juni bevorzugt Opuntien, vornehmlich Opuntia fulgida auf, und halten sich außerhalb dieser Zeit in Mesquite-Sträuchern und Josuabäumen auf, während Weibchen das ganze Jahr über Mesquite-Sträucher bevorzugen. Die Weibchen suchen ihre Nahrung häufiger auf kleinen schwachen Ästen in größerer Höhe, während Männchen bevorzugt den mittleren Stamm- und unteren Kronenbereich zur Nahrungssuche wählen.

## Brutbiologie
Texasspechte werden im ersten Lebensjahr geschlechtsreif. Sie führen wahrscheinlich eine überwiegend monogame Brutsaisonehe, nähere Details sind jedoch nicht bekannt. Die Balz beginnt bereits im Spätherbst und Frühwinter mit langen Rufreihen, Trommelfolgen und Höhlenbau. Bis auf die sehr hochgelegenen Brutgebiete scheint die Paarbildung in den meisten Brutgebieten bereits Ende Februar, Mitte März abgeschlossen zu sein.
Die Nisthöhle wird, in der Regel jedes Jahr neu, in verschiedenen, meist bereits kernfaulen Bäumen, oder in solchen mit sehr weichem Holz angelegt. Weiden und Pappeln überwiegen als Höhlenbäume, aber auch in Eichen, Kiefern und Akazien werden Nisthöhlen angelegt, nicht selten auch in Kakteen vornehmlich in Saguaros (Carnegiea gigantea), sowie in verschiedenen Yucca Arten. Am Nisthöhlenbau scheinen sich die Männchen stärker zu beteiligen als die Weibchen. Die Nisthöhle liegt meist über zwei Meter hoch, das Einflugloch ist oft etwas hochoval mit einem Durchmesser von etwa 4 Zentimetern, die Innenraumtiefe liegt bei ungefähr 30 Zentimetern. Die glänzend weißen oder etwas cremeweißen Eier sind längsoval und weisen eine mittlere Größe von 21 × 16 Millimetern auf; ein Vollgelege besteht aus 4–5 (2–7) Eiern; Texaspechte brüten nur einmal im Jahr, nur bei frühem Gelegeverlust kommt es zu einem Nachgelege.
Die ersten Vollgelege werden in den südlichen Brutgebieten Ende März festgestellt, weiter im Norden sowie in hochgelegenen Regionen erst gegen Mitte bis Ende April. Die Legeperiode dauert bis in den Mai, Junigelege sind meist Nachgelege. Über Brutdauer und Nestlingsaufzucht liegen keine belastbaren Daten vor, bei verwandten Arten beträgt die Brutdauer etwa 12, die Nestlingszeit 15 – 20 Tage.

## Bestand und Bestandtrends
Der Bestand des Texasspechtes gilt zurzeit als ungefährdet. Die Gesamtpopulation wird auf über 2 Millionen Individuen geschätzt. Staatenübergreifende Populationseinschätzungen bestehen nicht, für Texas wurden jedoch recht signifikante Bestandsrückgänge festgestellt, über deren Ursache nichts bekannt ist.

### Zitierte Quellen
1. ↑   Lowther (2001) Systematics
2. ↑   Lowther (2001) Systematics
3. ↑   Lowther (2001) Systematics
4. ↑   Winkler et al (1995) S. 284
5. ↑   Lowther (2001) Food Habits
6. ↑   factsheet birdlife (2007) - census 2003
7. ↑   Lowther (2001) Population Status